# Voice (雑誌)
『Voice』（ボイス）は、PHP研究所が発行する月刊の総合論壇誌。1977年創刊。1冊680円。通巻で300号を超えている。
堺屋太一、天谷直弘、日下公人、藤岡和賀夫、牛尾治朗、長谷川慶太郎、岡崎久彦、大前研一などを執筆者として創刊する。
『正論』『WiLL』『Hanada』などと並び、保守的な記事が多いが、『正論』などが力を入れる教育問題や歴史認識問題、中華人民共和国・大韓民国・北朝鮮問題への比重は相対的に少なく、政策・行政関係の論考が中心。安全保障政策、経済政策や経営論も扱う。

## 発行部数
|        | 1〜3月    | 4〜6月    | 7〜9月    | 10〜12月  |
| ------ | --------- | --------- | --------- | --------- |
| 2008年 |           | 34,933 部 | 32,600 部 | 32,600 部 |
| 2009年 | 33,467 部 | 33,300 部 | 31,934 部 | 33,067 部 |
| 2010年 | 32,800 部 | 31,834 部 | 30,300 部 | 29,100 部 |
| 2011年 | 27,700 部 | 26,217 部 | 24,200 部 | 23,467 部 |
| 2012年 | 22,367 部 | 21,900 部 | 21,367 部 | 21,067 部 |
| 2013年 | 20,900 部 | 25,267 部 | 24,434 部 | 25,867 部 |
| 2014年 | 29,900 部 | 29,234 部 | 29,734 部 | 29,134 部 |
| 2015年 | 29,900 部 | 29,267 部 | 28,734 部 | 28,667 部 |
| 2016年 | 28,367 部 | 27,333 部 | 24,367 部 | 21,767 部 |
| 2017年 | 20,867 部 | 21,067 部 | 20,400 部 |           |